# Uretrite
L'uretrite è l'infiammazione dell'uretra, ovvero della struttura anatomica che permette il passaggio dell'urina dalla vescica all'esterno.

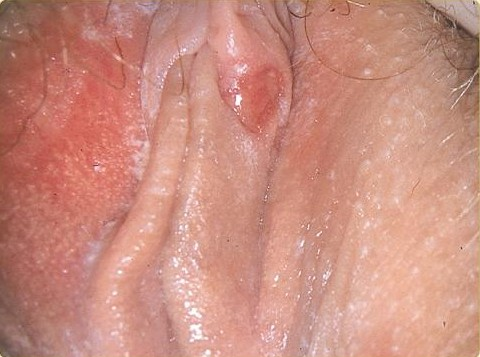
Un esempio di uretrite femminile

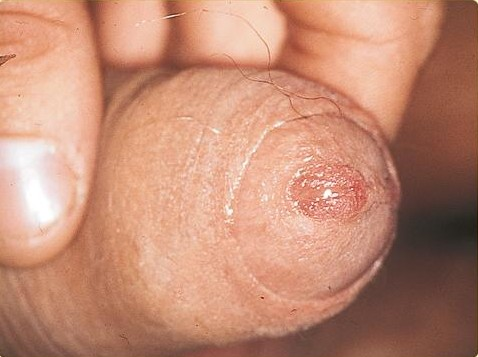
Un esempio di uretrite maschile

## Eziologia
L'uretrite è sostenuta da agenti patogeni (batteri, miceti) o, più raramente, da agenti chimico-fisici. Un'uretrite che riconosce un'origine da agente chimico e/o fisico può nel tempo evolvere in un'uretrite da agenti patogeni per il fenomeno della cosiddetta sovrainfezione batterica.

## Epidemiologia
L'uretrite colpisce ambedue i sessi ma con maggiore incidenza il sesso maschile, in quanto nell'uomo l'uretra è più lunga e quindi è maggiore la possibilità che un suo tratto venga colpito da infiammazione. L'uretrite può evolvere, se non curata, in cistite. Al contrario dell'uretrite, la cistite è più frequente nel sesso femminile poiché nella donna l'uretra è più corta rispetto a quella dell'uomo e quindi la possibilità che l'infiammazione si propaghi alla vescica è maggiore.